# Гутка (Словакия)
Гутка (словац. Hutka) — село и одноимённая община в районе Бардеёв Прешовского края Словакии. В письменных источниках начинает упоминаться с 1588 года.

## География
Село расположено в северной части края, вблизи государственной границы с Польшей, при автодороге 77. Абсолютная высота — 392 метра над уровнем моря. Площадь муниципалитета составляет 3,69 км².

## Население
| Год:                | 1994 | 2004     | 2014    | 2024     |
| ------------------- | ---- | -------- | ------- | -------- |
| Количество человек: | 99   | 89       | 88      | 97       |
| Разница:            |      | −10,10 % | −1,12 % | +10,22 % |

По данным последней официальной переписи 2011 года, численность населения Гутки составляла 83 человека.